# Ronald Solomon
Ronald „Ron“ Solomon (15 de dezembro de 1948) é um matemático estadunidense.
É conhecido por suas pesquisas sobre grupos finitos.

## Obras
- com Daniel Gorenstein e Richard Lyons: The classification of the finite simple groups, American Mathematical Society, 6 volumes, 1994 a 2005
- Solomon „A brief history of the classification of finite simple groups, BAMS, volume 38, 3, 2001 (recebeu o Prêmio Levi L. Conant)
- Abstract algebra, Belmont/California, Thompson Brooks/Cole 2003